# 名古屋刑務所

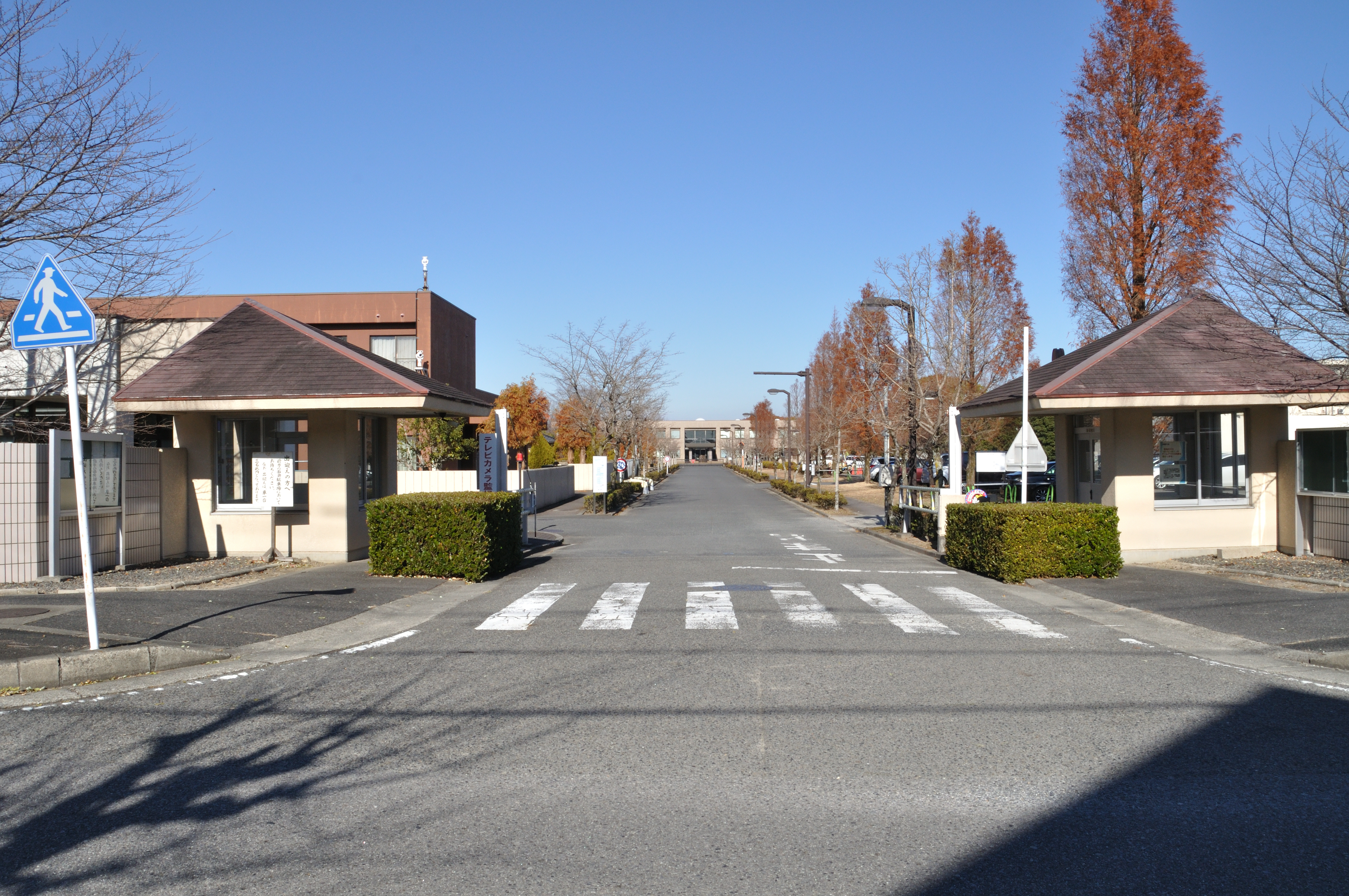
名古屋刑務所

名古屋刑務所（なごやけいむしょ）は、法務省矯正局の名古屋矯正管区に属する刑務所。名古屋矯正管区内で最大の規模を持つ基幹施設。日本第三の規模でもある。通称「名刑（めいけい）」。なお名称に「名古屋」と付いているが、現在は愛知県名古屋市ではなく、同県みよし市にある。
また下部機関として、豊橋刑務支所と岡崎拘置支所がある。

## 所在地
- 〒470-0208 愛知県みよし市ひばりヶ丘1丁目1番地

## 交通機関

### 公共交通機関
- 名鉄豊田線 三好ヶ丘駅下車 徒歩約20分 ～ 25分
- さんさんバス・三好ヶ丘ループバス 桜公園、三好丘6丁目または三好丘7丁目バス停下車 徒歩。
  - 三好丘7丁目バス停のみ、北方向（黒笹駅行きまたは、ループバス）と、南方向（明知下公民館行き、福田児童館行き）でバス停の場所が乖離しているため注意が必要である。これは、さんさんバスが三好ケ丘旭・緑方面へ立ち寄るルート改正の際に、南方向のバス停がバス停用の用地に新設されなかったためである。

### 自動車（自家用車）
- 三好ヶ丘駅から約2km
- 東名高速道路 東名三好ICから約4km（車で約11分）

## 収容分類級
禁錮刑に処せられた受刑者・再犯者・心身障害者・外国人と幅広い受刑者が集まる男子刑務所である。再犯者や心身障害者といった処遇困難者を収容している。
- I級
- B級
- P級
- F級
- M級
- W級（豊橋刑務支所）

## 収容定員
- 2,426人[1]

## 沿革
- 1873年（明治6年）
  - 旧尾張藩御蔵地内に三ツ蔵懲役場を開設（現・名古屋市中区栄一丁目、「広小路竪三蔵」交差点南方）
  - 支場を愛知郡日置村（現・名古屋市中区松原）に開設
- 1878年（明治11年） - 日本最初の監獄精神病室が設置
- 1881年（明治14年） - 支所を名古屋市松重町（現・名古屋市中川区／中村区松重町付近）に開設
- 1889年（明治22年） - 愛知県監獄に改称
- 1891年（明治24年） - 濃尾地震により、死者12名が出る
- 1897年（明治30年） - 愛知郡千種村（現・名古屋市昭和区吹上二丁目、吹上公園付近）に移転
- 1922年（大正11年）10月14日 - 名古屋刑務所に改称[2]
- 1941年（昭和16年） - 食糧難から三好農場を設けて開墾を行う[3]。
- 1965年（昭和40年） - 若宮大通（100m道路）の建設に伴い現所在地に移転

## 組織
所長の下に4部2室を持つ6部制である。
- 総務部（庶務、会計、用度）
- 処遇部（処遇、作業）
- 教育部（教育、厚生）
- 医務部（保健、医務）
- 分類審議室（考査、審査、保護）
- 国際対策室

## 不祥事

### 名古屋刑務所事件
2001年（平成13年）12月に、刑務官が受刑者の肛門に向け、散水栓を水利とした消防用ホースで放水したことによって、傷害を負わせ直腸破裂で死亡させた事件が発生。
2002年（平成14年）5月に腹部を革手錠で締め付けたことが原因とする受刑者死亡事件が発生。同年9月には、受刑者が刑務官から革手錠を施用されたことが原因とする負傷を負い、外部の病院に移送された事件が発生。副看守長ら5人が特別公務員暴行陵虐致死傷罪で起訴された。なお、捜査は名古屋地方検察庁特別捜査部が担当した。
9月の事件を映したビデオテープの映像では革手錠を装着した受刑者に「おい頑張れよ。いくぞ頑張れ」「なあ頑張れって。根性見せろ、おい」と声を掛けながら革手錠をさらに締め上げ、受刑者がうめき声を上げる場面が残っていた。
更に、動けなくなった受刑者が刑務官に異常を訴え、所内の医師が診察する場面も再生された。
2002年5月および9月の事件では、被告人側弁護人は「転倒によって受刑者が死亡した」と主張していた。2007年（平成19年）3月30日に、名古屋地方裁判所は「懲らしめ目的で革手錠を使用した」と認定し、刑務官4名に有罪判決を下した。刑務官4人は判決を不服として、4月5日までに名古屋高等裁判所に控訴した。2010年（平成22年）2月26日、名古屋高等裁判所は、刑務官4名の控訴を棄却した。2012年に上告棄却、刑が確定したため刑務官4名は失職。
2022年、名古屋刑務所の20代から30代の刑務官22人が、受刑者に暴行や不適正な処遇を行っていたことが明らかになった。
その後、専門家などによる検証、上部官庁である名古屋矯正管区などによる調査が行われ、実行行為を行った刑務官及び幹部職員に対し、懲戒処分が行われる。うち不適正処遇を行い、特別公務員暴行凌虐容疑で書類送検された刑務官三名は依願退職した。2023年9月8日、名古屋地検は特別公務員暴行陵虐容疑などで書類送検されていた元刑務官ら13人全員を起訴猶予処分とした。

### その他
1946年（昭和21年）7月28日、豊橋刑務支所から受刑者13人が逃走。施設が旧軍の車庫を流用したものであり、拘禁施設としては不完全な状態であった。2人逮捕。
1968年（昭和43年）、刑務所内の印刷されていた南山大学の入学試験問題が事前に外部流出。後日、服役者と出所者が共謀して試験問題のゲラ刷りを盗み出していたことが判明した。南山大学では試験問題を直前に差し替えたほか、不利となった受験生の救済のため経済学部の合格者を100人増加させる措置を講じた。
1998年（平成10年）から2000年（平成12年）7月にかけて、窃盗罪で同刑務所に服役していた大阪府大阪市在住の元男性受刑者が、刑務官から革手錠で腹部を締められたことにより、急性腎不全を発症したとして、法務省に対し550万円の損害賠償を求める訴訟を起こした。同刑務所側は「消滅時効が成立している」と主張したが、2011年（平成23年）12月8日に大阪地方裁判所は「革手錠の使用は必要限度を越えており、違法である」として、腎不全発症との因果関係を認定し、日本国政府に対し230万円の国家賠償を命じる判決を言い渡した。
2008年（平成20年）10月から2009年（平成21年）3月にかけて男性看守部長が勤務中に酒を飲んでいたとして、同刑務所は12月4日、看守部長を戒告の懲戒処分とした。 
2009年（平成21年）に、受刑者に携帯電話を使わせるなどした見返りに航空券を受け取り、また刑務所の職員親睦会の会費約192万円を着服したなどとして、収賄と業務上横領の疑いで、男性刑務官を懲戒免職処分にした。
2009年（平成21年）から2010年（平成22年）3月にかけ、同刑務所の男性刑務官が、受刑者宛の手紙数通を、故意に破棄していたことが判明した。
2010年（平成22年）10月から2011年（平成23年）1月の計7回の泊まり勤務の際、午前6時15分からの15分間、受刑者が収容されている棟の巡回をせず、待機室で休憩していたとして、看守（25）を減給100分の10（1カ月）の懲戒処分とした。
同刑務所において、受刑者を全裸にしての身体検査（いわゆるカンカン踊り）が行われており、人権蹂躙に当たるとして、『アムネスティ・インターナショナル日本』が同刑務所に2011年（平成23年）5月27日付で改善要望を行った。
2018年（平成30年）7月24日、最上階の4階にいた男性受刑者が熱中症で死亡した。最上階は最も暑くなるとして使用を一時取りやめ、3階へ移送する措置が取られた。
2019年（平成31年）1月30日までに、収容者の12％に当たる205人がインフルエンザと診断された。職員も全体の21％に当たる95人が感染した。発症者が最も多かったのは1月29日で、その後減少に転じている。感染拡大防止のため、1月28日から刑務作業を中止した。